# Volata (ciclismo)

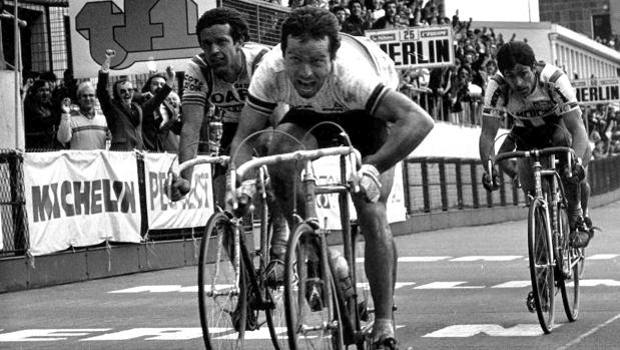
Una volata a tre

La volata o sprint (anche arrivo in volata) indica, nel ciclismo, la fase terminale di una gara (normalmente in linea) la cui vittoria finale è contesa da un gruppo di due o più corridori, differenziandosi invece dall'arrivo in solitaria o per distacco, in cui il corridore vincitore giunge con apprezzabile vantaggio rispetto agli immediati inseguitori.
Le volate sono in genere la specialità dei velocisti, ovvero corridori capaci di esprimere una notevole accelerazione e velocità di punta nell'arco di pochi secondi, che possono raggiungere i 65/70 km/h (benché non esista un cronometraggio ufficiale e un record per tale singola fase di gara, vi sono atleti come il britannico Mark Cavendish accreditati di una velocità di punta in volata di oltre 77 km/h).

## Descrizione

### Classificazione
In base al numero di partecipanti, si può parlare di:
- Volata di gruppo se avviene a gruppo compatto
- Volata ristretta se avviene fra un certo numero di corridori
- Volata a due/a tre se avviene tra due/tre corridori

Il primo tipo è più frequente nelle corse pianeggianti, mentre il secondo e il terzo sono più frequenti nelle tappe collinari o di montagna.
In base al tipo di traguardo, si può parlare di:
- Volata finale se termina con il traguardo
- Volata intermedia se ha per obiettivo un traguardo volante
- Volata per i GPM se ha come fine un Gran Premio della Montagna.

### Svolgimento
Vi sono tre modi di fare le volate: il primo, usato dai velocisti di squadre meno attrezzate o con altre priorità, prevede di seguire (in gergo "succhiare la ruota") i corridori favoriti. Il secondo, usato dai velocisti delle squadre più attrezzate e "inventato" negli anni novanta da Mario Cipollini alla Saeco, prevede l'organizzazione del cosiddetto "treno", ossia un gruppetto di corridori della stessa squadra aventi compiti specifici. Esso è solitamente così composto:
- Terzultimo uomo: passista di tenuta che ha il compito di portare il treno in testa al gruppo e si sposta ai 900 metri dal traguardo;
- Penultimo uomo: passista veloce che inizia ad aumentare la velocità senza però staccare il velocista e si sposta ai 500 metri dal traguardo;
- Ultimo uomo: velocista, ed è colui che fa partire la volata spostandosi poi ai 200 metri. Talvolta l'ultimo uomo continua lo sprint per posizioni più o meno di rincalzo;
- Velocista: lanciato ai 200 metri dall'arrivo, deve spingere alla massima potenza per mantenere una velocità molto alta fino alla fine, senza però rischiare una caduta, pericolo costante nelle fasi più concitate della corsa.

Il terzo modo di avvicinarsi alla volata è intermedio tra i primi due: un "mini-treno" formato solo dall'ultimo uomo ed il velocista, risale il gruppo seguendo un altro "treno" più grande, per poi uscire allo scoperto parallelamente o di anticipo nelle fasi immediatamente precedenti allo sprint.
Le volate non sono esenti da rischi quali cadute dovute alle concitazioni delle varie fasi e all'alta velocità raggiunta, che richiedono riflessi e grandi doti di abilità di guida della bicicletta; tra i casi più noti e clamorosi figura l'arrivo del campionato del mondo su strada 1979 a Valkenburg (Paesi Bassi) in cui il corridore di casa, Jan Raas, tagliò la strada al tedesco Didi Thurau il quale per spostarsi provocò la caduta dell'italiano Giovanni Battaglin che stava rinvenendo e sorpassando entrambi; nonostante i reclami della federazione italiana la manovra di Raas fu giudicata regolare e l'arrivo convalidato.
In alcuni casi, quando a vista non è evidente il distacco in volata, è necessario ricorrere al fotofinish per decretare il vincitore tra i due o più corridori che a occhio nudo sembrano avere tagliato contemporaneamente la linea del traguardo; il caso più recente è l'arrivo in volata al campionato del mondo su strada 2017 a Bergen (Norvegia) dove lo slovacco Peter Sagan ha dovuto attendere il responso dell'elettronica per celebrare il suo terzo titolo iridato consecutivo, essendo arrivato al traguardo insieme al norvegese Alexander Kristoff.